# Camilla

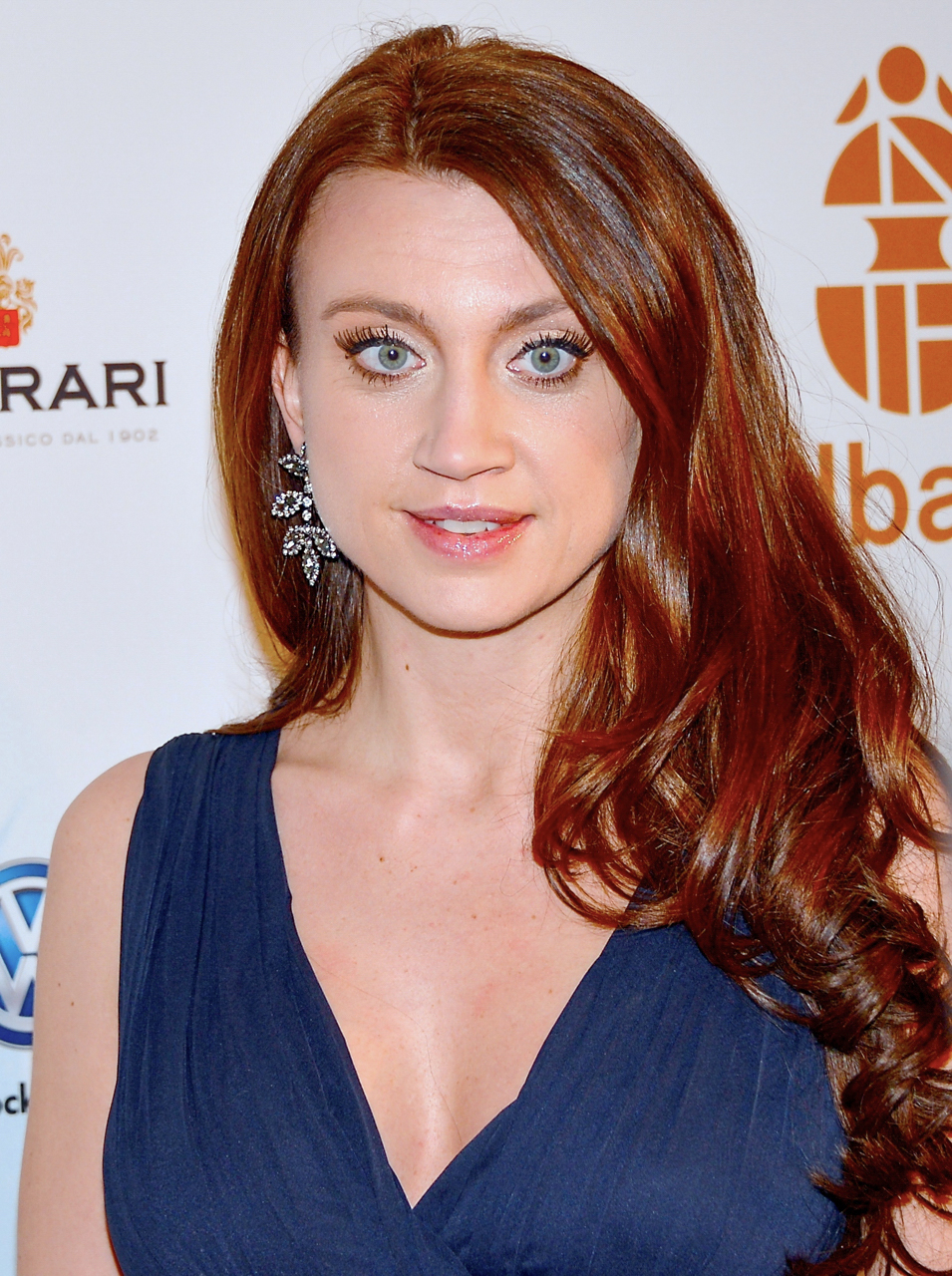
Camilla Läckberg

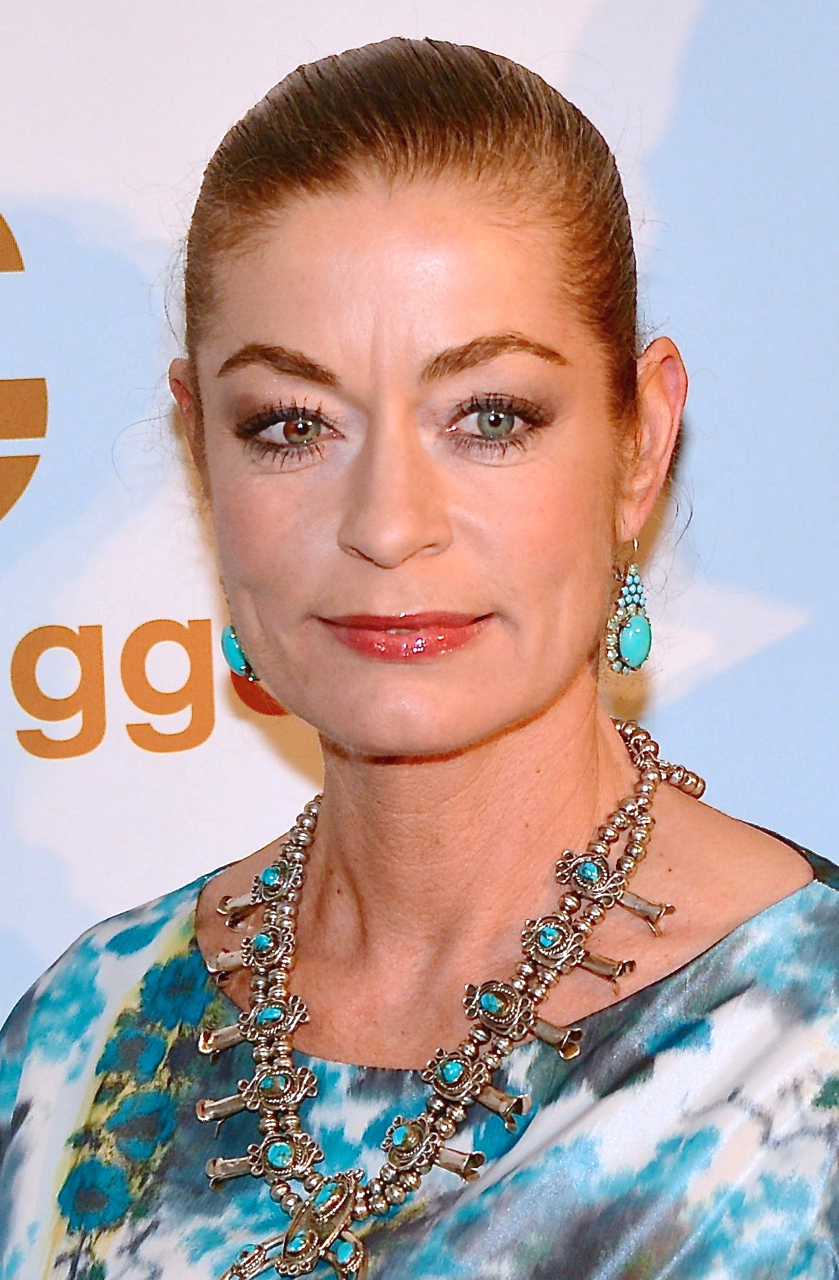
Camilla Thulin

Camilla eller Kamilla är ett kvinnonamn av latinskt ursprung som betyder offertjänarinna. Det äldsta belägget i Sverige är från 1817.
Namnet hade en popularitetsperiod på 1960- och 1970-talen.[källa behövs]
Den 31 december 2014 fanns det totalt 35 670 kvinnor folkbokförda i Sverige med namnet Camilla eller Kamilla, varav 26 392 bar det som tilltalsnamn.
Namnsdag: I Sverige 7 mars sedan 2001. Under åren 1986–2000: 20 oktober. I den finlandssvenska namnsdagslängden har Camilla namnsdag 21 april sedan 1973.

## Personer med namnet Camilla eller Kamilla
- Camilla av Storbritannien, (född Camilla Shand, tidigare Camilla Parker Bowles), brittiske kungens hustru och drottning
- Camilla Belle, amerikansk skådespelerska
- Camilla Bendix, dansk skådespelerska
- Camilla Bergman-Skoglund, svensk skulptör
- Camilla Brinck, svensk sångerska
- Camilla Collett, norsk författare
- Camilla Faà, italiensk morganatisk gemål
- Camilla Gripe, svensk författare
- Camilla Gunell, åländsk politiker
- Camilla Hammarström, svensk författare
- Camilla Henemark (La Camilla), svensk artist
- Camilla Håkansson, svensk sångerska
- Camilla Johansson, svensk friidrottare
- Camilla Kvartoft, svensk journalist och programledare
- Camilla Lagerqvist, svensk författare
- Camilla Lindberg, svensk politiker (fp)
- Camilla Lindén, finlandssvensk sångerska
- Camilla Luddington, brittisk skådespelare
- Camilla Lundberg, svensk musikkritiker och debattör
- Camilla Lundén, svensk skådespelare
- Camilla Läckberg, svensk författare
- Camilla Malmquist Harket, svensk skådespelerska och sångerska
- Camilla Martelli, italiensk mätress
- Camilla Martin, dansk badmintonspelare, OS-silver 2000
- Camilla Mickwitz, finländsk grafiker, animatör och författare
- Camilla Nilsson, svensk alpin skidåkare
- Camilla Odhnoff, svensk politiker (s), statsråd och landshövding
- Kamilla Rytter Juhl, dansk badmintonspelare, OS-silver 2016
- Kamila Skolimowska, polsk friidrottare, OS-guld 2000
- Camilla Søeberg, dansk skådespelare
- Camilla Thulin, svensk formgivare
- Camilla Tilling, svensk operasångerska

## Fiktiva figurer med namnet Camilla/Kamilla
- Camilla, volskisk konungadotter. Kämpar tillsammans med Laurenterna mot Trojanerna i Aeneidens XI sång. Fälls av trojanen Arruns spjut.
- Camilla, en person i Gustaf Philip Creutzs diktverk Atis och Camilla från 1761.
- Camilla Martin, operasångerska och återkommande huvudkaraktär i Maria Langs detektivromaner.
- Camilla Gevert, en person i Bert-serien, ungdomsböcker av Anders Jacobsson och Sören Olsson.